# Bactrocera parabarringtoniae
Bactrocera parabarringtoniae är en tvåvingeart som beskrevs av Drew, Hancock och Romig 1999. Bactrocera parabarringtoniae ingår i släktet Bactrocera och familjen borrflugor. Inga underarter finns listade.